# Nastja Claessens
Nastja Claessens (2 december 2004) is een Belgisch basketbalspeelster. Sinds 2022 is ze lid van het Belgisch nationaal basketbalteam, de Belgian Cats.

## Carrière
Nastja Claessens is de dochter van de Belgische basketballcoach Frederic Claessens en voormalig Belgian Cat Irina Medvedeva, die van Turkmenistan afkomstig is. Nastja heeft zowel de Belgische als de Russische nationaliteit. In haar jeugdjaren deed ze aan ballet en speelde ze basketbal. Op 11-jarige leeftijd koos ze resoluut voor het laatste. Ze groeide in haar tienerjaren uit tot een van de grootste baskettalenten van België.
Claessens speelt op de power forward-positie. Op 14-jarige leeftijd debuteerde de West-Vlaamse in de eerste ploeg bij de dames van de Belgische club Ion Basket Waregem, waar ze in het seizoen 2020/21 op 15-jarige leeftijd haar eerste seizoen in de Belgische hoogste klasse speelde. In mei 2023 werd ze de tweede speelster in het Belgische vrouwenbasketbal die in hetzelfde seizoen verkozen werd tot Speelster en Belofte van het Jaar, na Claudia Van Horenbeeck in 1987-1988. Dat jaar maakte Claessens de overstap naar Castors Braine, maar het seizoen 2023/24 werd een teleurstelling door een aanhoudende blessure aan de linkerpols, die ze in november 2023 opliep tijdens de voorbereiding met de Belgian Cats op de EK-voorronde. In het voorjaar van 2024 liet ze zich eraan opereren. Ze speelde dat seizoen slechts acht wedstrijden voor Braine.
Op 15 april 2024 werd Claessens tijdens de WNBA Draft in de Verenigde Staten als dertigste speler gekozen door de Washington Mystics, waardoor ze de drie daaropvolgende WNBA-seizoenen verbonden is aan die club. Zelf stelde ze pas ten vroegste in 2025 richting de Verenigde Staten te trekken. De basketbalspeelster kondigde op 21 mei aan dat ze het seizoen 2023/24 zal doorbrengen bij het Spaanse IDK Euskotren uit San Sebastián.

### Nationale ploeg
Claessens doorliep verscheidene jeugdreeksen voor België. Eind 2022 werd ze door de coach van het Belgisch nationaal basketbalteam, Rachid Meziane opgeroepen voor een EK-voorronde wedstrijd. Op 22 november maakte de power forward  tegen Noord-Macedonië haar debuut bij de eerste ploeg van de Belgian Cats. In minder dan acht minuten speeltijd scoorde ze drie driepunters en twee vrijworpen; en maakte ze twee rebounds, twee assists en een steal. In eerste instantie viel Claessens uit de selectie voor de Olympische Zomerspelen van Parijs in 2024, maar nadat Julie Allemand uitviel met een spierblessure werd ze alsnog opgeroepen. In 2025 won ze met de Belgian Cats het Europees kampioenschap.

## Palmares
- 2025: Europees kampioene in Griekenland
- 2023: Speelster en Belofte van het Jaar in België